# 中山橋街道
中山橋街道（ちゅうさんきょうがいどう）は、中華人民共和国江蘇省南京市下関区（後に鼓楼区に編入）にかつて存在した区である。1956年から2002年までの期間に存在した。現在の下関街道の一部。

## 歴史沿革
1956年、中山橋街道が発足。
1960年2月、二板橋分社に変更する。
1962年7月、再び中山橋街道と改称。
2002年、中山橋街道と車站街道が合併されて閲江楼街道を設置し、下関区の管轄とされた。